# Cadre (militaire)
 (janvier 2022).
La mise en forme du texte ne suit pas les recommandations de Wikipédia : il faut le « wikifier ».
Les points d'amélioration suivants sont les cas les plus fréquents. Le détail des points à revoir est peut-être précisé sur la page de discussion.
- Les titres sont pré-formatés par le logiciel. Ils ne sont ni en capitales, ni en gras.
- Le texte ne doit pas être écrit en capitales (les noms de famille non plus), ni en gras, ni en italique, ni en « petit »…
- Le gras n'est utilisé que pour surligner le titre de l'article dans l'introduction, une seule fois.
- L'italique est rarement utilisé : mots en langue étrangère, titres d'œuvres, noms de bateaux, etc.
- Les citations ne sont pas en italique mais en corps de texte normal. Elles sont entourées par des guillemets français : « et ».
- Les listes à puces sont à éviter, des paragraphes rédigés étant largement préférés. Les tableaux sont à réserver à la présentation de données structurées (résultats, etc.).
- Les appels de note de bas de page (petits chiffres en exposant, introduits par l'outil «  Source ») sont à placer entre la fin de phrase et le point final[comme ça].
- Les liens internes (vers d'autres articles de Wikipédia) sont à choisir avec parcimonie. Créez des liens vers des articles approfondissant le sujet. Les termes génériques sans rapport avec le sujet sont à éviter, ainsi que les répétitions de liens vers un même terme.
- Les liens externes sont à placer uniquement dans une section « Liens externes », à la fin de l'article. Ces liens sont à choisir avec parcimonie suivant les règles définies. Si un lien sert de source à l'article, son insertion dans le texte est à faire par les notes de bas de page.
- La présentation des références doit suivre les conventions bibliographiques. Il est recommandé d'utiliser les modèles {{Ouvrage}}, {{Chapitre}}, {{Article}}, {{Lien web}} et/ou {{Bibliographie}}. Le mode d'édition visuel peut mettre en forme automatiquement les références.
- Insérer une infobox (cadre d'informations à droite) n'est pas obligatoire pour parachever la mise en page.

Pour une aide détaillée, merci de consulter Aide:Wikification.
Si vous pensez que ces points ont été résolus, vous pouvez retirer ce bandeau et améliorer la mise en forme d'un autre article.
Pour les articles homonymes, voir Cadre.

Militaire

Un cadre ( /'kɑːdrə/, ou au Royaume-Uni : /ˈkɑːdər/  ou aux États-Unis : /ˈkɑːdreɪ/) est l'agrément des officiers et sous-officiers d'une unité militaire responsables de la formation du reste de l'unité. Le cadre peut être la colonne vertébrale d'une unité, autour de laquelle l'unité complète peut être construite si nécessaire. Dans les pays qui pratiquent la conscription, un cadre peut comprendre l'état-major permanent d'un régiment qui forme les conscrits qui lui sont affectés. Le terme vient de l'expression française en cadre, avec le même sens,.
Dans l'armée des États-Unis, un cadre est un groupe ou un membre d'un groupe de dirigeants, en particulier dans les unités qui dirigent des écoles de formation formelles. Dans le jargon de l'armée américaine, le mot est au singulier et au pluriel. À l'Académie militaire des États-Unis, les cadets de la classe supérieure qui dispensent la formation de base des cadets pour les étudiants de première année sont appelés le cadre.[réf. nécessaire]
Dans les forces armées britanniques, un cadre est un groupe d'instructeurs ou une unité qui forme des instructeurs potentiels ou des sous-officiers, auquel cas il comprend généralement également les stagiaires (par exemple, le Mountain Leader Training Cadre des Royal Marines ).
Dans les Forces d'autodéfense japonaises, la traduction directe en japonais de ce mot est "幹部, (kanbu)", qui décrit les officiers commissionnés (幹部自衛官, kanbu-jieikan). Le JMSDF utilise officieusement le mot "准幹部, jun-kanbu" qui signifie, "cadre associé" si le mot est directement traduit pour les adjudants, puisque leur position en tant qu'adjudant est différente des deux autres ( Ground et Air ).
Adapté de l'usage militaire, dans les services de police canadiens, un cadre est un officier individuel. Il est utilisé à la place du numéro de badge et est utilisé dans les systèmes de gestion des dossiers pour la répartition et la saisie des rapports.